# カラスアゲハ
カラスアゲハ（烏揚羽、Papilio dehaanii）はアゲハチョウ科に分類されるチョウの一種。

## 概要
日本では北海道から九州までのほぼ全国に分布する。国内における南限はトカラ列島だが、それより北に位置する大隅諸島には分布しない。本州南部では年2-3回発生し、4-9月頃に見られる。生息域は食草・食樹の生息環境に左右されるため、本種は基本的に市街地にはいない。しかし、カラスザンショウなどの食草さえあれば、市街地でも見ることができる。他のアゲハの仲間と比べ飛ぶ速度が速め。
前翅長45-80mm。本種も含めアゲハチョウ科では夏型は春型より大型になる。
オスには前翅に黒いビロード状の毛があるが、メスにはない。また、メスはオスに比べて後翅の赤斑が目立つという特徴がある。

## 生活史
幼虫の食草はコクサギ、キハダ、サンショウ、カラスザンショウ、ミヤマシキミ、カラタチなどミカン科の木の葉だが、栽培種のミカン類はあまり好まない。

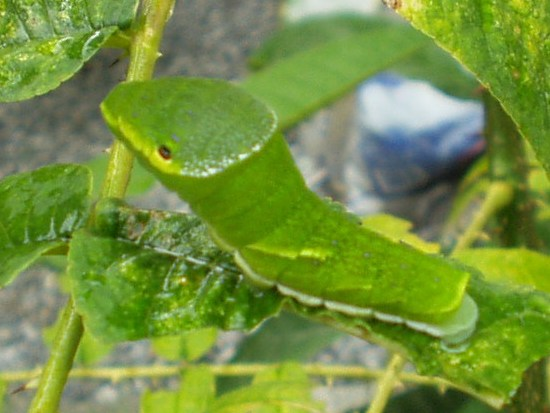
カラスザンショウについた終令幼虫（栃木県宇都宮市）

## 亜種
- P. dehaanii dehaanii C. Felder et R. Felder, 1864 （名義タイプ亜種, 日本本土・朝鮮半島亜種）
- P. dehaanii hachijonis Matsumura, 1919 （八丈島亜種）
- P. dehaanii tokaraensis Fujioka, 1975 （トカラ亜種）
- 奄美群島および沖縄諸島産は，別種オキナワカラスアゲハとなった
  - P. ryukyuensis amamiensis (Fujioka, 1981)  （奄美亜種）
  - P. ryukyuensis ryukyuensis Fujioka, 1975  （名義タイプ亜種, 沖縄亜種）
- 八重山諸島産は，別種ヤエヤマカラスアゲハとなった
  - Papilio bianor okinawensis Fruhstorfer, 1898

※ 日本本土産のカラスアゲハは，亜種から種に格上げになり，種小名が bianor から dehaanii に変更になった。さらに，奄美群島および沖縄諸島産は，別種オキナワカラスアゲハ，八重山諸島産は，別種ヤエヤマカラスアゲハとなり，カラスアゲハの記載論文から bianor の種小名は，ヤエヤマカラスアゲハ および 台湾に生息するカラスアゲハに与えられることになった。

## 種の保全状況評価
日本の以下の都道府県で、レッドリストの指定を受けている。
- 準絶滅危惧（NT） - 香川県